# 烈侯 (韓)
烈侯（れつこう、生年不詳 - 紀元前387年）は、中国の戦国時代の韓の君主。名は取。景侯の子。
紀元前400年、景侯が死去すると、後を嗣いで韓侯となった。紀元前397年、聶政が韓の宰相の侠累を刺殺した。紀元前391年、秦軍に宜陽を攻撃され、6邑を奪われた。紀元前387年、烈侯は死去した。在位13年。